# Город живых мертвецов
«Город живых мертвецов» (итал. Paura nella città dei morti viventi, также «Зомби, повешенный на верёвке колокола») — итальянский фильм ужасов 1980 года режиссёра Лучо Фульчи. Премьера фильма состоялась 11 августа 1980 года.

## Сюжет
В ходе проводящегося в Нью-Йорке спиритического сеанса медиуму Мэри Вудхаус является видение городка Данвич, на кладбище которого кончает жизнь самоубийством местный священник Уильям Томас, после чего мёртвые начинают подниматься из своих могил. В ходе сеанса медиум умирает. Другой медиум, Тереза, заявляет приехавшей полиции, что Мэри умерла от страха, а увиденное ей могло быть ключевой причиной неких ужасных событий, которые начнут происходить по всему миру.
На место трагедии приезжает также репортёр Питер Белл. В здание его не пускают, однако он приходит на кладбище, где хоронят Мэри. В гробу к ней возвращается сознание. Услышавший её крики Питер понимает, что девушка не умерла, а находилась в состоянии летаргии. Сломав киркой крышку гроба, он спасает Мэри. Отвезя её к Терезе, Питер узнаёт историю о Данвиче, упомянутую в древней книге пророчеств. Тереза уточняет, что смерть священника открыла в Данвиче портал в ад, и если его не закрыть в ближайшие несколько дней, то мир ждёт конец света.
В самом Данвиче между тем происходят неладные вещи: погода портится, в домах лопаются зеркала, на стенах появляются трещины, домашние животные ведут себя агрессивно. В довершение всего призрак Томаса начинает убивать жителей, при этом данвичцы списывают преступления на местного изгоя Боба, над которым один из них впоследствии вершит самосуд, насквозь просверлив тому голову на станке.
Питер и Мэри тем временем отправляются на поиски Данвича, и поскольку городок не отмечен на картах, они решают ехать наудачу. Местоположение Данвича удаётся выяснить в посещённой по дороге церкви, где они также узнают, что Данвич был построен на развалинах проклятого города ведьм и еретиков под названием Салем. Приехав в городок, Питер и Мэри отправляются на кладбище, где Мэри подтверждает, что именно это место явилось ей в видении. Там же они знакомятся с местным психологом Джерри и его пациенткой-художницей Сандрой, которые были свидетелями творящихся в Данвиче сверхъестественных вещей. Вскоре все четверо переживают очередную напасть в виде дождя из личинок, после чего звонит знакомый Джерри мальчик Джон и сообщает, что его вернувшаяся из мёртвых сестра Эмили убила его родителей.
Люди приезжают за Джоном, затем Джерри поручает Сандре отвезти мальчика к себе домой. Приехав к своей студии, Сандра погибает прямо на крыльце от рук зомби. Убегая по улице от оживших мертвецов, Джон натыкается на Джерри, который передаёт его полицейским, объявившим в городе чрезвычайное положение. Зомби тем временем начинают в открытую атаковать жителей Данвича.
Ночью Джерри, Питер и Мэри возвращаются на кладбище, чтобы найти могилу священника. Спустившись в семейный склеп Томасов и отыскав в нём могилу, Джерри и Питер вскрывают её и обнаруживают, что она пуста, но стена захоронения выломана с другой стороны. Забравшись внутрь, все трое оказываются в катакомбах под кладбищем, где встречают зомби Сандры, которая убивает Питера, после чего её саму убивает Джерри. Продвинувшись дальше, Джерри и Мэри оказываются окружёнными мертвецами во главе с самим Томасом. Джерри протыкает священника деревянным крестом, после чего тот сгорает вместе с остальными зомби.
Утром на кладбище приезжают полицейские вместе с Джоном. Заметив выбирающихся из склепа Мэри и Джерри, Джон радостно бежит к ним, однако, увидев приближающегося к ним мальчика, Мэри начинает кричать от ужаса.

## В ролях
- Катриона МакКолл — Мэри Вудхауз
- Кристофер Джордж — Питер Белл
- Фабрицио Джовине — отец Томас
- Джанет Агрен — Сандра, художница
- Джованни Ломбардо Радиче — Боб
- Микеле Соави — Томми Фишер, парень, убитый в машине
- Венантино Венантини — психически больной отец одной из героинь
- Лучо Фульчи — доктор Джо Томпсон (роль-камео)
- Перри Пирканен — светловолосый могильщик (не указан в титрах)
- Роберт Керман — могильщик (не указан в титрах)

### Съёмочная группа
- Франко Руфини — мастер по спецэффектам

## Съёмки
Для съёмок сцены, когда из глаз героини течёт кровь, использовались затупленные иглы для шприцев, которые были приклеены к нижнему веку актрисы и соединялись с трубочками, спрятанными в волосах актрисы. Через эти трубочки ассистент за кадром подкачивал кровь. При съёмках сцены сверления черепа использовалась тупая на конце модель сверла, которая была изготовлена из разновидности своеобразной «мягкой» пластмассы. Блестело сверло от гальванического напыления. Внутри сверло было пустым, и, в видимый момент вхождения сверла в кожу головы, из него текла бутафорская кровь.
Для съёмок сцены, когда женщину рвёт своими же внутренностями, использовался рубец свежезабитого ягнёнка. Актрисе перед каждым дублем приходилось запихивать его в рот и выблёвывать. Рубец каждые 10 минут высыхал и его приходилось постоянно класть в воду перед использованием. Для съёмок рта крупным планом был использован муляж, снабжённый насосом.
Действие фильма происходит в Данвиче — вымышленном городе, созданном Говардом Филлипсом Лавкрафтом.
Кадры фильма, изображающие действие в Данвиче, отображены в тёмно-синей тональности.
Фильм был снят в городе Саванна, штат Джорджия.
Содержание Книги Еноха, упомянутой в фильме, не имеет ничего общего с сюжетом фильма. Также в фильме говорится, что книга написана более 4000 лет назад, на самом деле она является ветхозаветным апокрифом, большинство исследователей датирует её II—III в. до н. э.

## Факты
В Великобритании фильм подвергся цензуре, вырезав сцену с убийством с помощью сверла.
В Германии фильм был запрещён до 2001 года.